# هنريتا سوان ليفيت
هنريتا سوان ليفيت  (4 يوليو 1868م - 12 ديسمبر 1921م) (بالإنجليزية: Henrietta Swan Leavitt) عالمة فلك أمريكية ومن أبرز عالمات الفلك في تاريخ علم الفلك الحديث. تخرجت من كلية رادكليف في عام 1893م، ثم بدأت ليفت العمل في مرصد كلية هارفارد كـ "عقل إلكتروني"، حيث كلفت بفحص لوح فوتوغرافي من أجل قياس وتصنيف سطوع النجوم.
اكتشفت ليفيت وجود علاقة بين لمعان النجوم القيفاوية والفترة التي تستغرقها للدوران حول نفسها، وعلى الرغم من أنها لم تحظَ إلا بالقليل من التقدير في حياتها، إلا أنَّ اكتشافها سمح لعلماء الفلك للمرة الأولى في التاريخ بقياس المسافة بين الأرض والمجرات البعيدة.
بعد وفاة ليفيت استخدم إدوين هابل العلاقة بين اللمعان وفترات دوران النجوم القيفاوية ليكتشف أن درب التبانة ليست المجرة الوحيدة في الكون، وأن الكون آخذ بالتوسع منذ ولادته (انظر قانون هابل).

## السنوات الأولى والتعليم
هنريتا سوان ليفيت هي ابنة قس الكنيسة الأبرشية جورج روزويل ليفيت، وزوجته هنيريتا سوان (كندريك)، ولدت في لانكستر في ماشاتشوستس من سلالة الشماس جون ليفيت والخياط البروتستاني الإنكليزي الذي استقر في مستعمرة خليج ماشاتشوستس خلال أوئل القرن السابع عشر.
(تم كتابة اسم العائلة ليفيت في سجلات ماساتشوستس في وقت مبكر). ارتادت سوان كلية أوبرلين وتخرجت من كلية رادكليف ثم دعت الجمعية لتعليم جماعة النساء مع حصولها على درجة البكالوريوس في عام 1892م وحتى قبل أن تصل للسنة الرابعة كانت ليفت قد أخذت دورات في علم الفلك وحصلت فيها على درجة A.

## المهنة

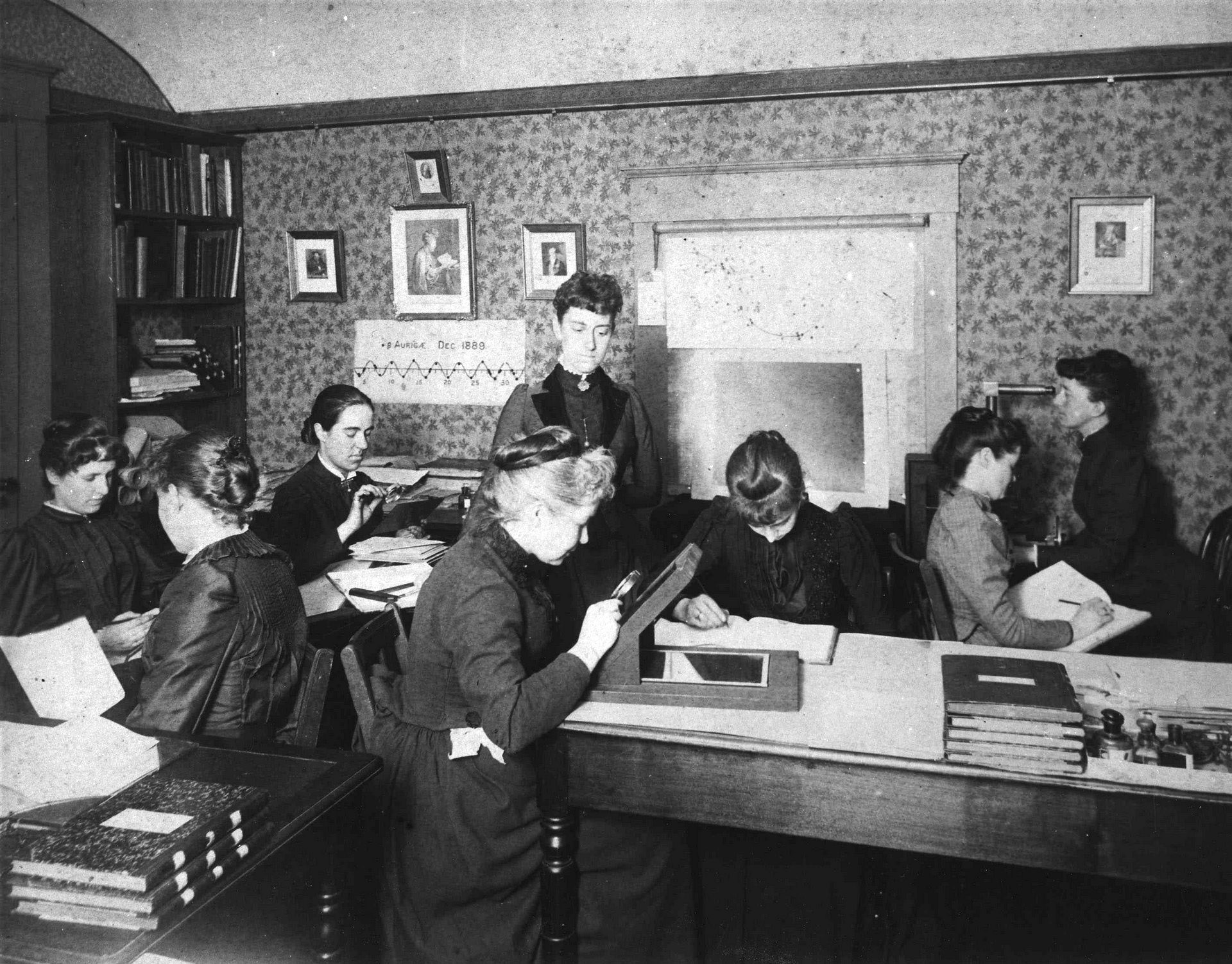
تظهر في الصورة "حريم بيكرينج" واللاتي هن مجموعة من النساء، عملن محواسيب بشرية في مرصد جامعة هارفرد، لحساب إدوارد تشارلز بيكرنج. ضمت مجموعة "الحريم" عالمات الفلك هنريتا ليفيت سوان (1868-1921)، آني جامب كانون (1863-1941)، ويليمينيا فليمنغ (1857-1911)، وأنطونيا موري (1866-1952).

في عام 1893 بدأت ليفيت بالعمل في مرصد جامعة هارفارد باعتبارها واحدة من النساء اللاتي عينهنَّ إدوارد تشارلز بيكرنج لقياس وفهرسة سطوع النجوم التي ظهرت في مجمع المرصد والصور الضوئية عندما تظهر بمرصد مجموعة لوح فوتوغرافي.
في مطلع القرن العشرين لم يكن يسمح للمرأة بالعمل في المراصد الفلكية، ولأن ليفيت كانت لها وسائل مستقلة في البداية لم يكن لزاماً على بيكرنج أن يدفع لها، ولكن لاحقاً تلقت مبلغ 10.50 دولار أمريكي أسبوعياً لقاء عملها.
عيَّن بيكرينج ليفيت لدراسة النجوم المتغيرة (وهي نجومٌ تختلف شدَّة لمعانها مع مرور الوقت). وفقاً لكتاب العالم جيريمي بيرنشتاين: «كانت النجوم المتغيرة مركز اهتمامٍ خلال تلك الحقبة، لكن عندما كانت ليفيت تعمل في المرصد لم يتوقَّع بيكرينغ أنها قادرة فعلاً على تحقيق اكتشافٍ كبير من شأنه أن يحدث تغييراً في علم الفلك»
لاحظت ليفيت أن الآلاف من النجوم المتغيرة موجودة في صور سحابة ماجلان. وفي عام 1908 نشرت نتائج دراساتها في سجلات الرصد الفلكي بجامعة هافارد. مُلاحظَةً أن بعضاً من النّجوم المتغيرة أظهرت نمطاً غريباً: فقد كانت النجوم الأكثر لمعاناً تأخذ وقتاً أطول في الدوران حول نفسها.
بعد مزيد من الدراسة، أكدت ليفيت في عام 1912 أن المتغيرات القيفاوية ذات اللمعان الذاتي الأكبر تأخذ فترات طويلة في الدوران، وأن العلاقة بين دوران هذه النجوم ولمعانها كانت وثيقة ويمكن التنبؤ بها نظرياً بمعادلة رياضية.
اعتمدت ليفيت على افتراض بسيط، يقضي بأن كل نجم قيفاوي ضمن سحب ماجلان كان على نفس المسافة تقريباً من سطح الأرض، فإنه من الممكن حساب اللمعان الحقيقي/الضياء للنجوم من معادلة تجمع لمعانها الظاهري (الذي يمكن أن يقاس من لوحات التصوير الفوتوغرافي) مع المسافة التي تفصل بين سحب ماجلان وكوكب الأرض. وبما أنه أمكن تحديد اللمعان الحقيقي لهذه النجوم المتغيرة بحساب الكتلة والمسافة وسطوع السطح، فقد استطاعت ليفيت مقارنة مقدار لمعانها بالفترة التي تأخذها للدوران حول نفسها، ووجدت أن هناك ترابطاً غريباً بين هاتين الخاصيَّتين عند النجوم القيفاوية.
"
عرف اكتشاف ليفيت باسم «علاقة فترة الدوران واللمعان». حيث يرتبط لوغارتم فترة دوران النجم القيفاويّ خطياً بمتوسط لمعان النجم الظاهري (وهي قيمة تعرف بدورها بأنها لوغارتم كمية الطاقة المنبعثة من النجم في الطيف المرئي).
وبكلمات ليفيت التي أخذت من دراستها لـ1,777 من النجوم المتغيرة المسجلة على لوحات جامعة هارفارد للتصوير الفوتوغرافي: «يمكن أن يرسم خط مستقيم بين كل سلسلتين من النقاط المقابلة للحدود العليا والدنيا، مما يدل على أن هناك علاقة بسيطة بين سطوع النجوم القيفاوية وفترات دورانها.»

## التأثير

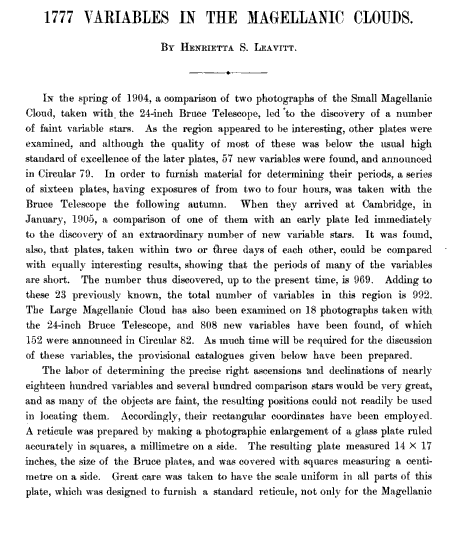
عنوان الصفحة من كتاب ليفيت 1777 من النجوم المتغيرة في سحب ماجلان، من سجلات مرصد كلية هارفرد 1908

شكلت علاقة اللمعان وفترة الدوران بالنجوم القيفاوية حجر الأساس لقياس المسافات البعيدة في علم الفلك، ممَّا سمح للعلماء بحساب سلم المسافات الكونية إلى المجرات البعيدة جداً ووالتي لا يمكن رصدها جيداً بالتلسكوب. بعد سنة واحدة من تسجيل ليفيت لنتائجها، حدَّد هرتز سبرنج مسافة عدة نجوم قيفاوية في درب التبانة، ومع هذه المعايرة أمكن تحديد المسافة إلى أي نجم قيفاوي مرئي في الكون بدقة.
بعد ذلك بفترة قريبة، اكتشفت نجوم قيفاوية في المجرات الأخرى مثل المرأة المسلسلة/أندروميدا (التي رصدها إدوين هابل في عامي 1923م و1924م)، وأصبحتن نتائج هذه الأرصاد جزءاً هاماً من الأدلة التي أثبتت أن ما ظنَّه الفليكون الأوائل «سدماً حلزونية» هي في الواقع مجرات مستقلة تقع على مسافات بعيدة من مجرتنا درب التبانة. وهكذا، ساعد اكتشاف ليفيت بتسوية جدالٍ كبير في العلم الفلك حول ما إذا كان الكون بأكمله محصوراً في مجرة درب التبانة أم لا، وبالتالي تغيرت صورتنا عن الكون إلى الأبد، كما دفعت هارلو شابلي إلى إبعاد شمسنا عن مركز المجرة وإدوين هابل إلى إبعاد مجرتنا عن مركز الكون، مقتنعين بأن الشمس ليست سوى نجم عادي ودرب التبانة مجرة عادية.
أثبتت إنجازات الفلكي الأمريكي إدوين هابل أن الكون آخذ بالتوسُّع، وما كان تحقيق إنجازاته ممكناً إلا عن طريق البحث الرائد لهنريتا ليفيتت. يقول كل من ديفيد وماثيو كلارك في كتابهما قياس الكون: «إذا كانت هنريتا ليفيت هي التي قدمت مفتاح تحديد حجم الكون، فإنَّ إدوين باول هابل هو الذي أدخل المفتاح بالقفل وبدأ بتقديم الدراسات التي سمحت للمفتاح بالدوران». ومما يحسب على لسان هابل قوله بأن ليفيت بأعمالها تستحق جائزة نوبل.
حاول ماجنوس جوستا ميتاج-ليفلر من الأكاديمية الملكية السويدية للعلوم ترشيحها لتلك الجائزة في عام 1924م، لكنها كانت قد توفيت بمرض السرطان قبل ثلاث سنوات (إذ لا تمنح جائزة نوبل بعد الوفاة).

## المرض والوفاة

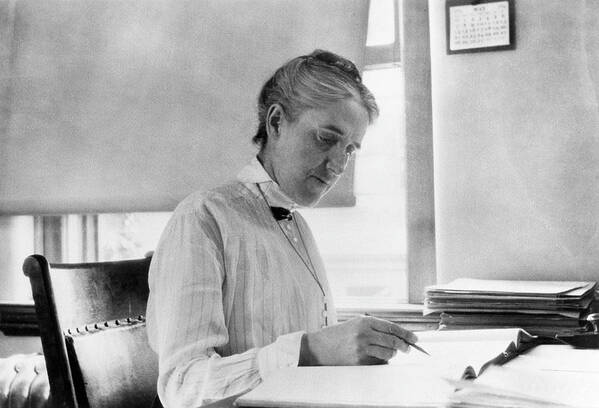
هنريتا سوان ليفيت تجلس في مكتبها تعمل في مرصد كلية هارفرد

عملت ليفيت بشكل متقطع خلال فترة وجودها في جامعة هارفارد، وفي كثير من الأحيان قاطعتها المشاكل الصحية والالتزامات العائلية. بعد تخرجها من كلية رادكليف زادت حدة مرضها، ممَّا أصابها بالصمم على نحو متزايد.
في عام 1921م عندما تولى هارلو شابلي منصب مدير المرصد، أصبحت ليفيت رئيسة قياس ضوئي فلكي. وبحلول نهاية ذلك العام كانت قد استسلمت لمرض السرطان، ودفنت ليفيت في بقعة العائلة في مقبرة كامبريدج في مدينة كامبريدج بولاية ماساتشوتس الأمريكية.
يقول جورج جورنسون في السيرة الذاتية التي كتبها عن ليفيت: "متومضعاً على قمة تلة منخفضة، عُلِّم الموقع بنصب سداسي طويل على رأسه (المُمهَّد بستار قاعدة من الرخام) وضع نموذجٌ للكرة الأرضية. هناك دفنت هنريتا ليفيت، جنباً إلى جنب مع عمها إيراسموس دارون وعائلته وغيرهم من عائلة ليفيت. وقد وضعت لوحة تحت موقع قارة أستراليا على نموذج الكرة تخلِّد ذكرى وفاة هينريتا وإثنين من أشقائها اللذان توفيا في ريعان شبابهما (ميرا ورسويل). في الجهة الأخرى من المكان ذاته، تقع قبور أكثر طرقاً وزيارةً تعود إلى هينري وويليام جيمس.:90
كانت ليفيت عضواً في فاي بيتا كابا، الرابطة الأمريكية للنساء الجامعيَات، والجمعية الأمريكية الفلكية والفيزياء الفلكية، والجمعية الأمريكية لتقدم العلوم، وعضوةً فخريَّةً للجمعية الأمريكية لراصدي النجوم المتغيرة.

## الجوائز والأوسمة
- تمت تسمية الكويكب 5383 ليفيت نسبةً لها، وحفرت كلمة ليفيت على سطح القمر تكريماً لها.
- قبل أربع سنوات من وفاتها، قام عالم الرياضيات السويدي ماجنوس جوستا ميتاج-ليفلر بترشيحها لجائزة نوبل في الفيزياء عام 1926م، وكتب إلى شابلي طالباً مزيداً من المعلومات حول عملها في المتغيرات القيفاوية وعرض إرسال بحثها إلى صوفيا كوفاليفسكايا، فأجاب شابلي: فليعلم ميتاج-ليفلر أن ليفيت قد توفيت. وأشار أن الفضل الحقيقيَّ يعود إلى تفسيره (شابلي) للنتائج التي توصلت إليها. ولم يتم ترشيحها لأن جائزة نوبل لا تمنح بعد الوفاة.[7]:118